# Nicholas Ugoalah
Nicholas Ugoalah (ur. 14 maja 1972) – kanadyjski zapaśnik nigeryjskiego pochodzenia. Czterokrotny uczestnik mistrzostw świata; siedemnasty w 2001. Brązowy medal na mistrzostwach panamerykańskich w 2002 i 2003. Czwarty w Pucharze Świata w 2002 i piąty w 1999. Zwyciężył na Igrzyskach Wspólnoty Narodów w 2002 roku. Zawodnik Brock University.